# アンリ・ギヨメ

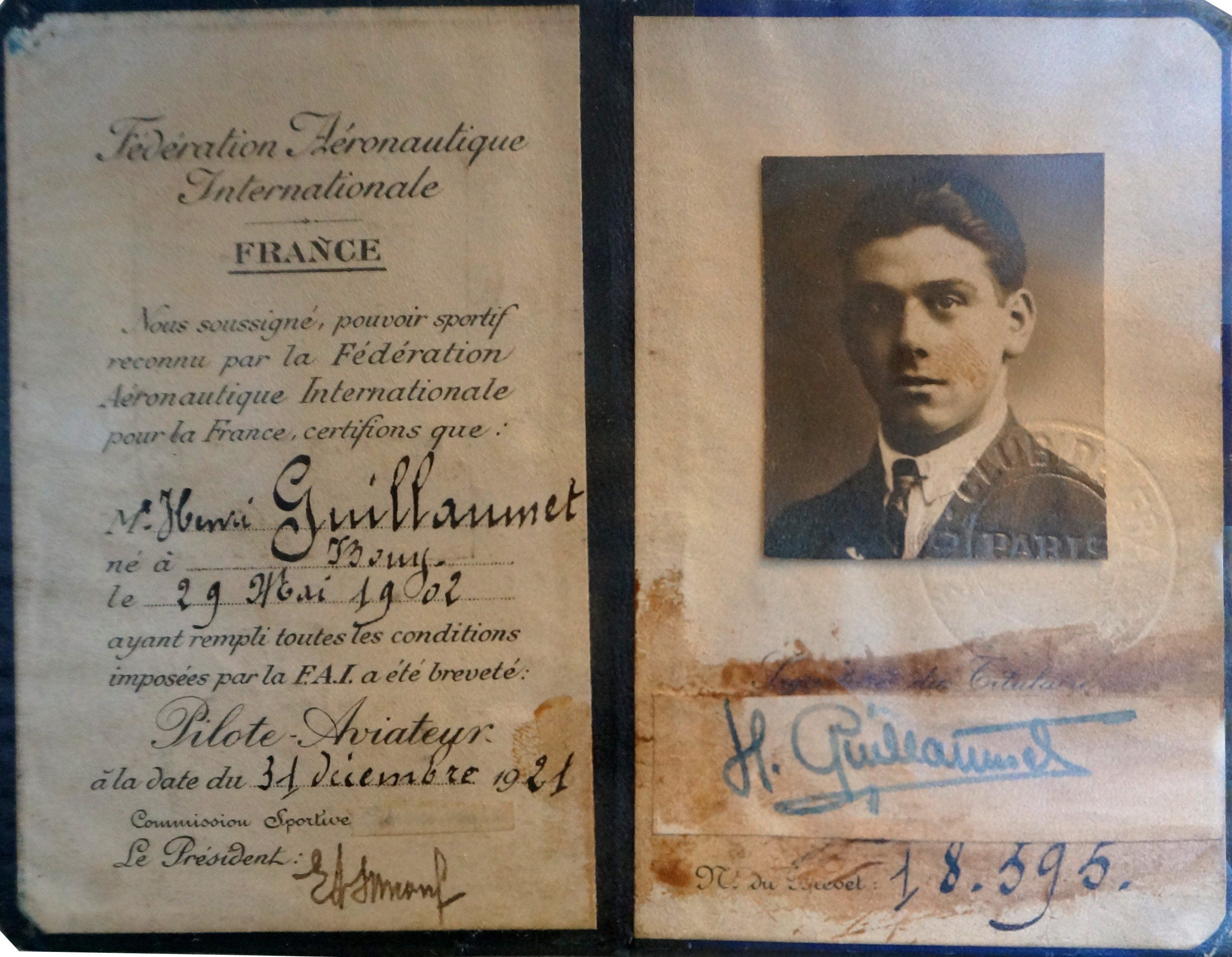
ギヨメの国際パイロット免状

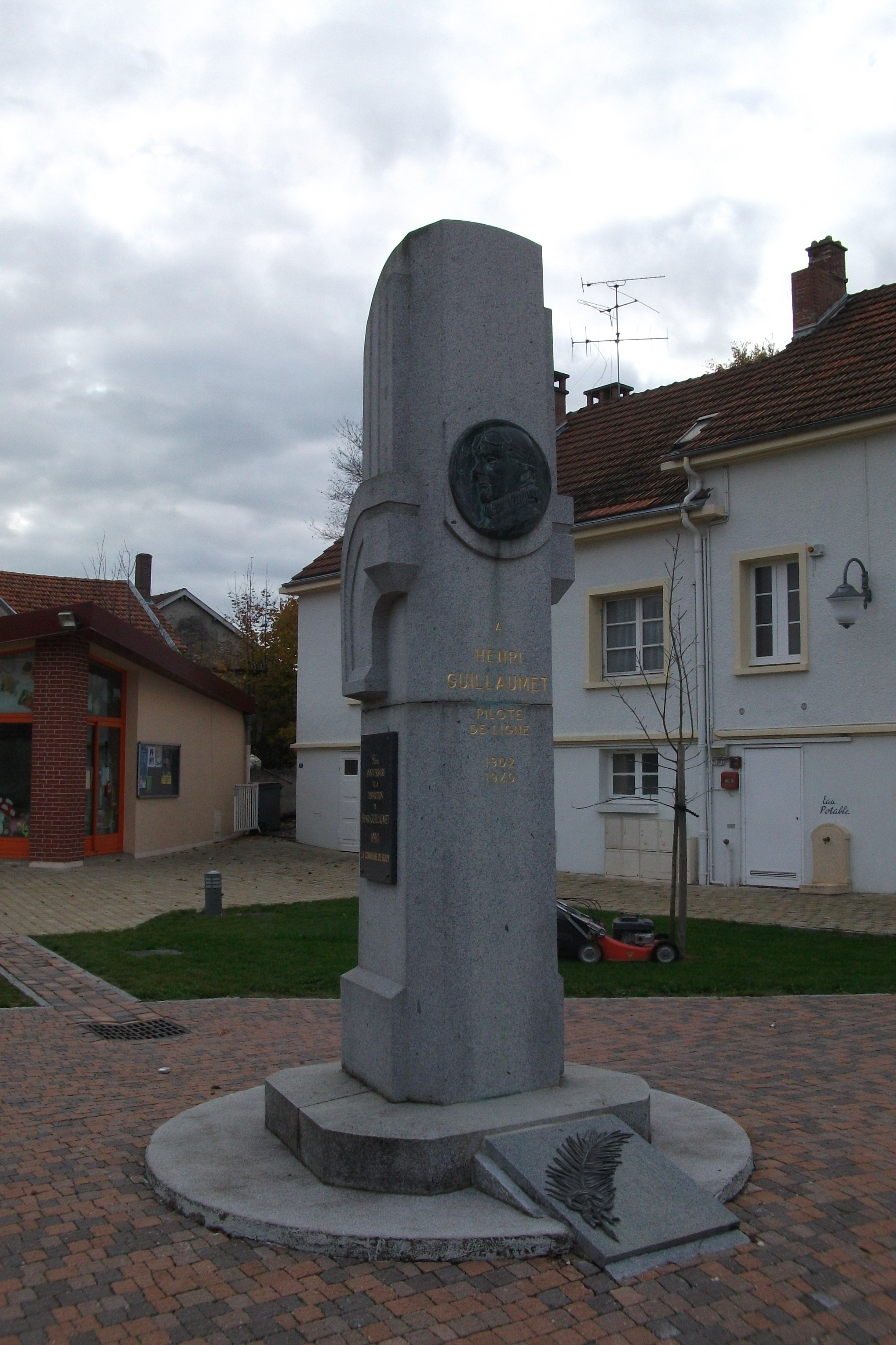
故郷ブーイにある記念碑

アンリ・ギヨメ（Henri Guillaumet、1902年5月29日 - 1940年11月27日）は、フランスの飛行家。シャロン＝アン＝シャンパーニュ近郊のブーイ（Bouy）で生まれ、地中海で死亡した。

## 概要
ギヨメはアンデス山脈および南北大西洋におけるフランス航空界の先駆者だった。多くの新たな空路の開拓に貢献しており、当時の最も優れたパイロットとして挙げる者もいる。アエロポスタル社の所有者ディディエ・ドーラは「私は彼ほど偉大な人物を知らない（«Je n'en ai pas connu de plus grand.»）」と述べている。
1930年6月13日金曜日、郵便機ポテーズ 25で92回目のアンデス山脈横断飛行の途中、悪天候のため、ギヨメはアルゼンチン、メンドーサ州のラグナ・デル・ディアマンテに墜落した。彼は１週間かけて3つの山を越えて歩いた。挫けそうになるたびに妻ノエルのことを考えて気持ちを奮い起こし、ギヨメはついにフアン・ガルシアという14才の男の子によって救出された。辿り着いた村では住民の誰ひとりとして彼の話を信じなかった。この功績により、ギヨメはアエロポスタルの錚々たる飛行士の中でも際立った存在となった。
ギヨメを捜索した友人のアントワーヌ・ド・サン＝テグジュペリに対して彼はこう言った：「ぼくは断言する、ぼくがしたことは、どんな動物もなしえなかったはずだ（« Ce que j'ai fait, je te le jure, aucune bête ne l'aurait fait »）」。サン＝テグジュペリは1939年に著した『人間の土地』の中でギヨメの冒険を取り上げた。
ギヨメは、何度か南大西洋横断飛行を行った後、エールフランスの支配人に任じられた。
1940年11月27日、ジャン・シアップ（新任の駐シリア・フランス高等弁務官。スタヴィスキー事件時のパリ警視総監）を乗せた4発ファルマンF.222機（NC.2234「ル・ヴェーリエ」号）でシリアに向かう途中、地中海上でイタリアの戦闘機によって撃墜された。この時はタラント空襲の直後であり、ファルマン機は敵機と誤認されたと見られている（当時フランスはヴィシー政権下にあった）。

## 映画
- 1995年に、フランスのマルチメディア・テーマパーク、フュテュロスコープは、ギヨメへのオマージュとしてジャン＝ジャック・アノー監督による3DIMAX映画『愛と勇気の翼（les Ailes du Courage）』を製作した。ギヨメにはクレイグ・シェイファーが扮した。

## 参考資料
1. ↑  『人間の土地』新潮文庫版p.47